# Râul Corni, Zahorna
Râul Corni este un curs de apă, afluent al râului Zahorna. 